# Acianthera hoffmannseggiana
Acianthera hoffmannseggiana là một loài phong lan.

## Hình ảnh

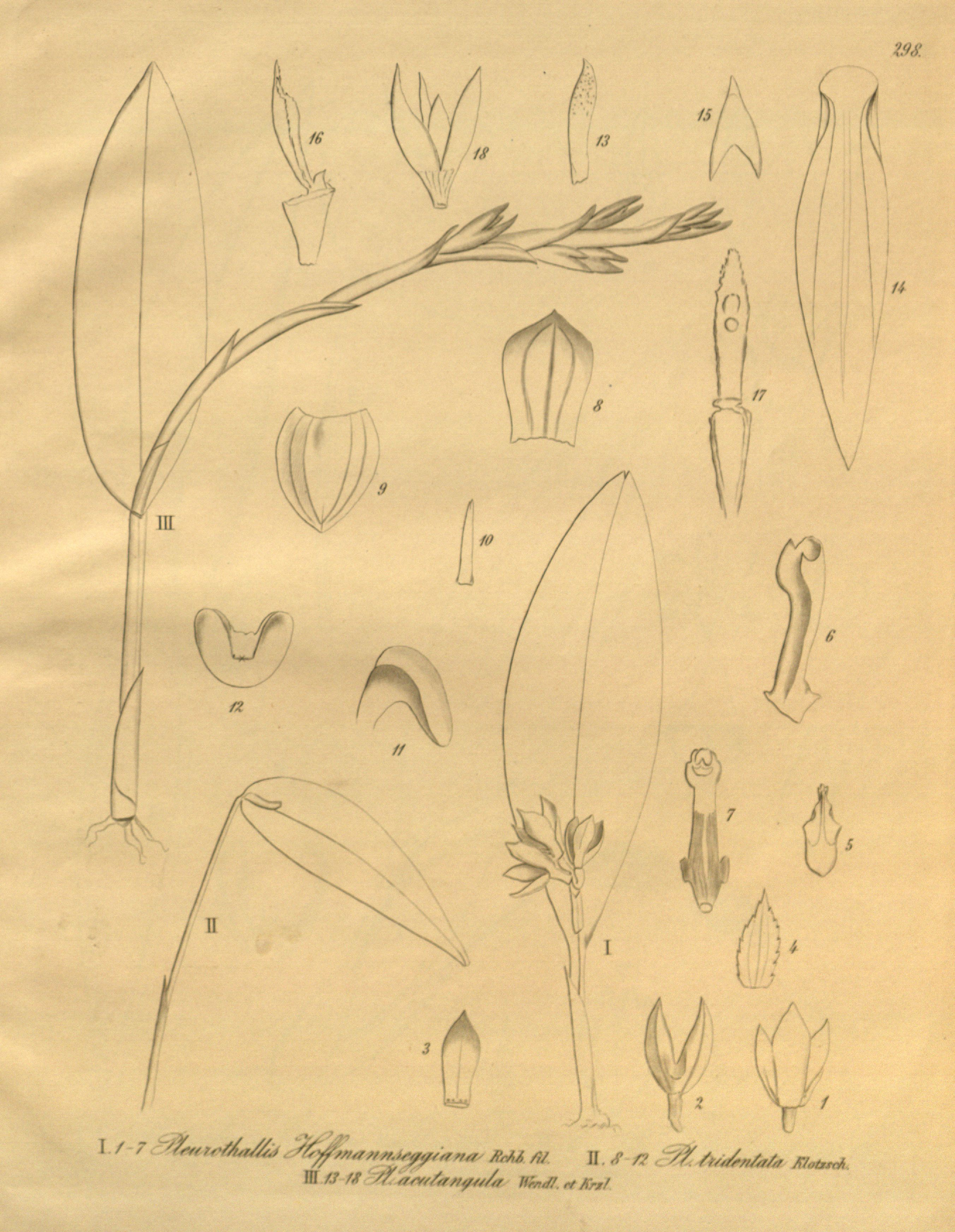
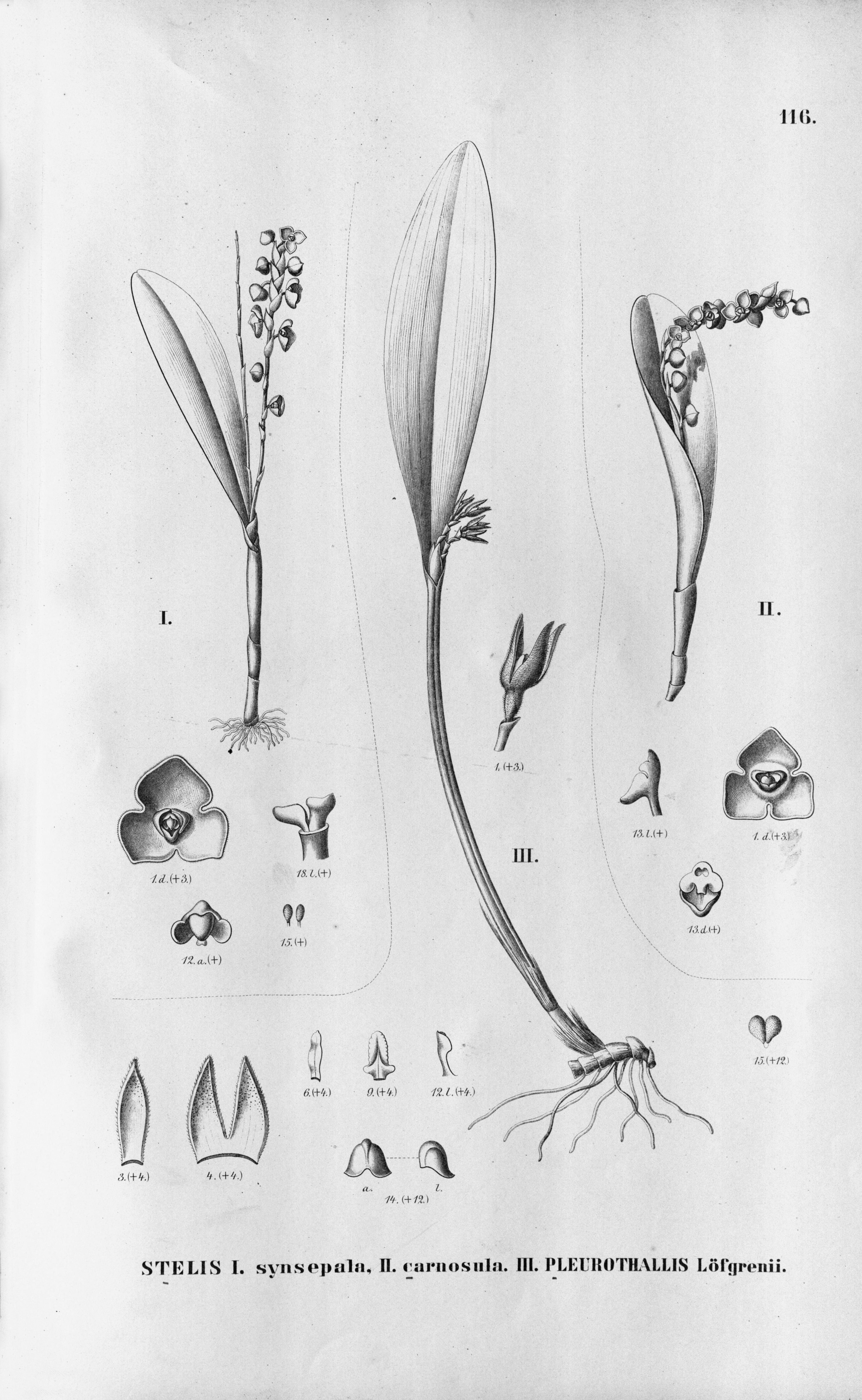